# Mausolée Al-Kadhimiya
Le Sanctuaire Al-Kadhimiya est  un mausolée situé à Bagdad. Musa al-Kazim et Muhammad al-Jawad, respectivement le 7e et le 9e imam, chez les duodécimains chiites, y sont enterrés. Cheikh Al-Moufid et Nasir ad-Din at-Tusi y sont également enterrés. Il est un lieu de pèlerinage important pour les chiites.
Plusieurs attentats importants ont eu lieu autour de la mosquée durant les années 2000.

## Galerie

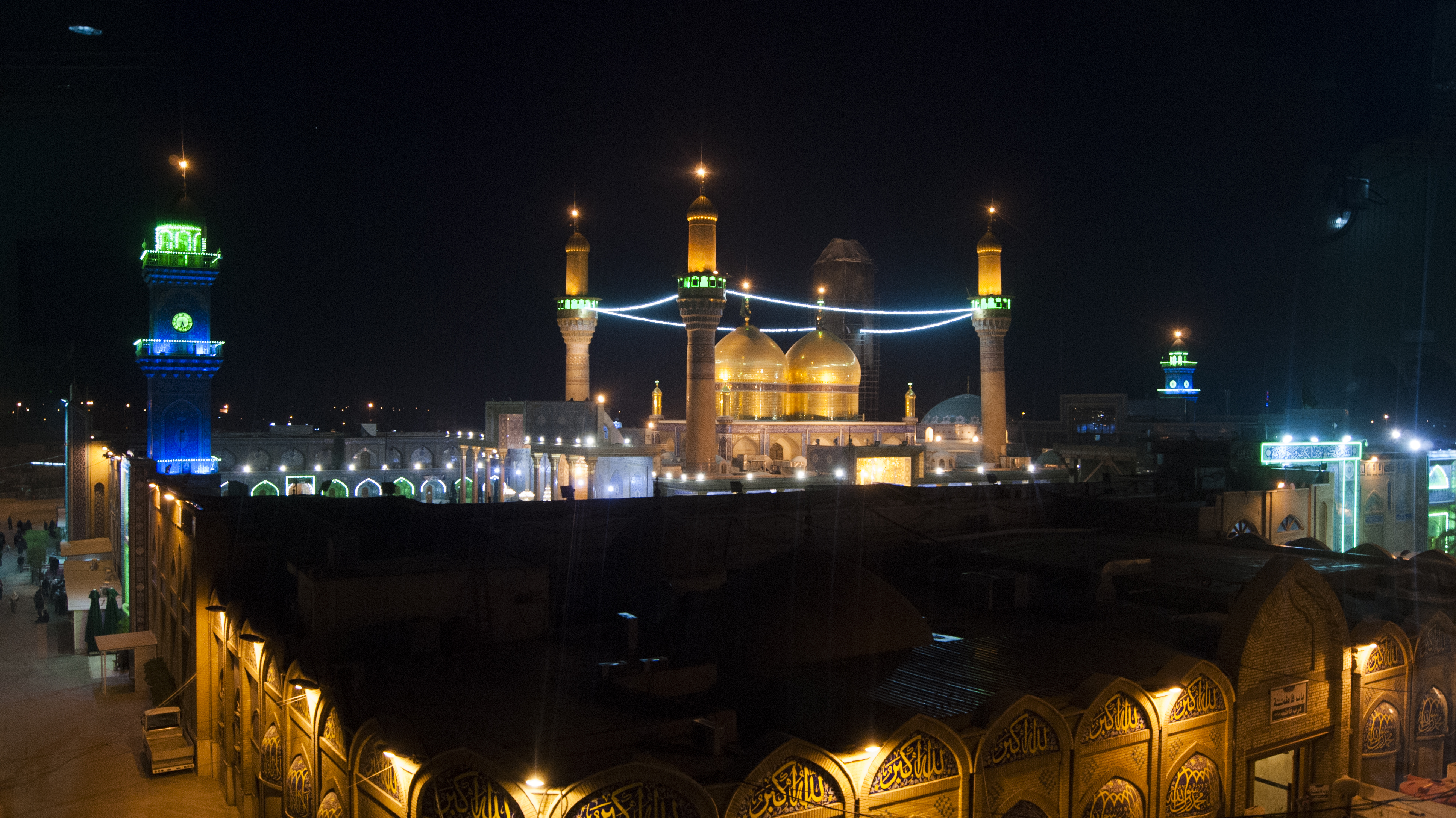
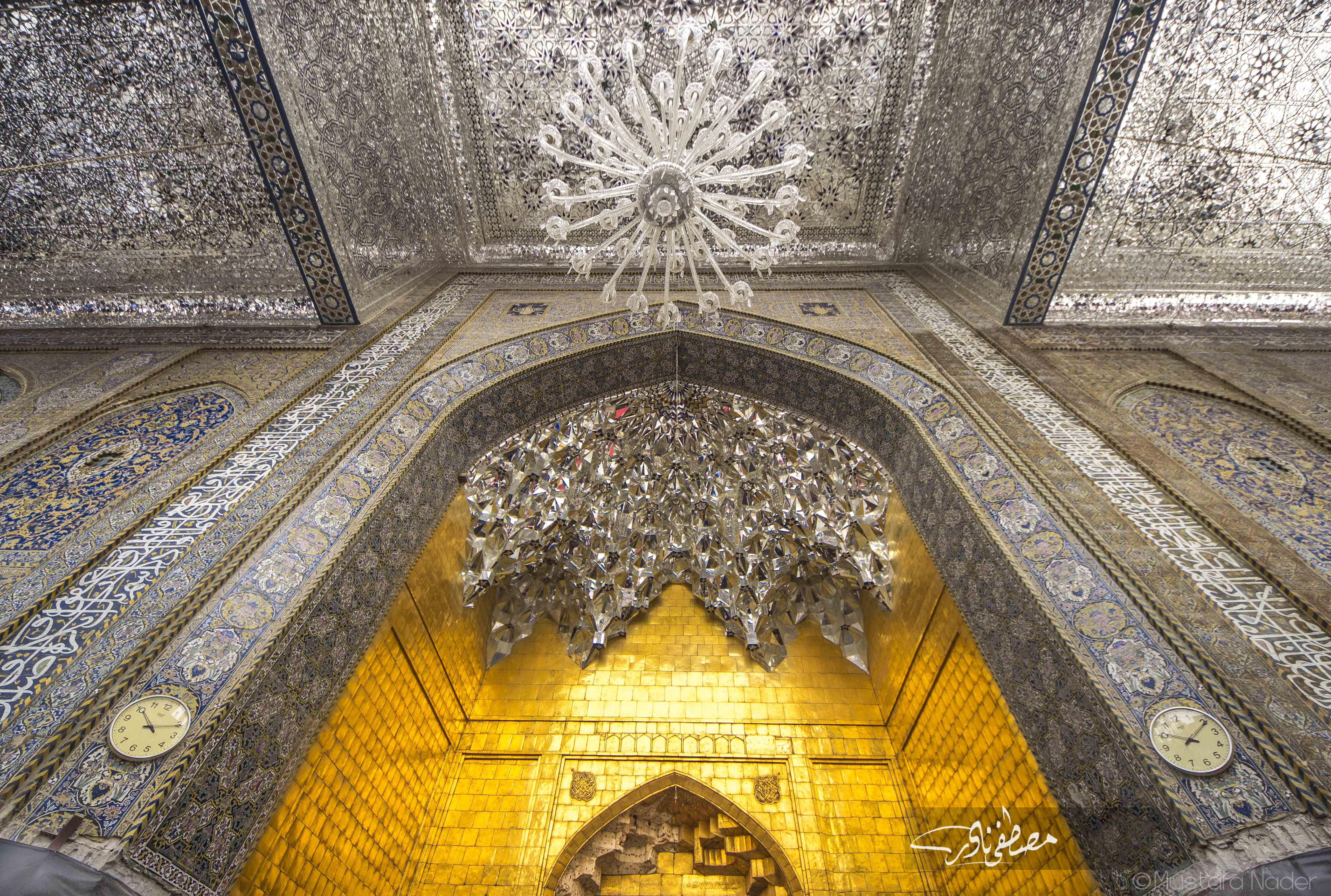
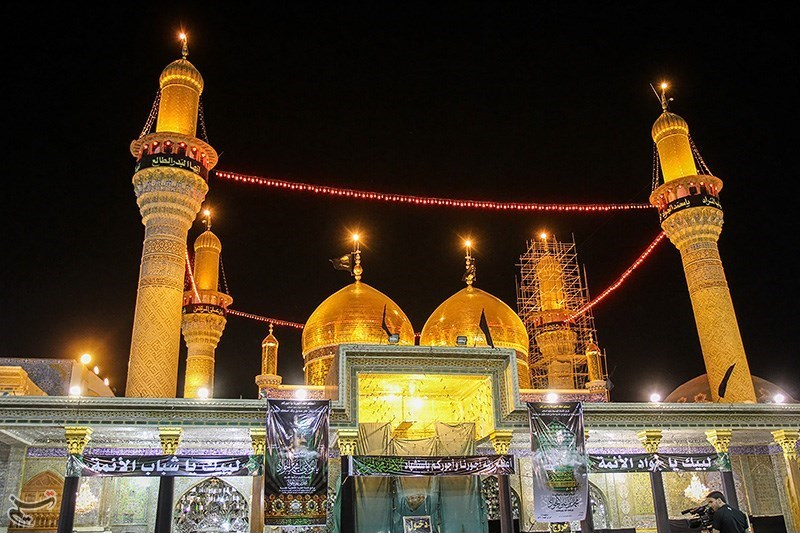
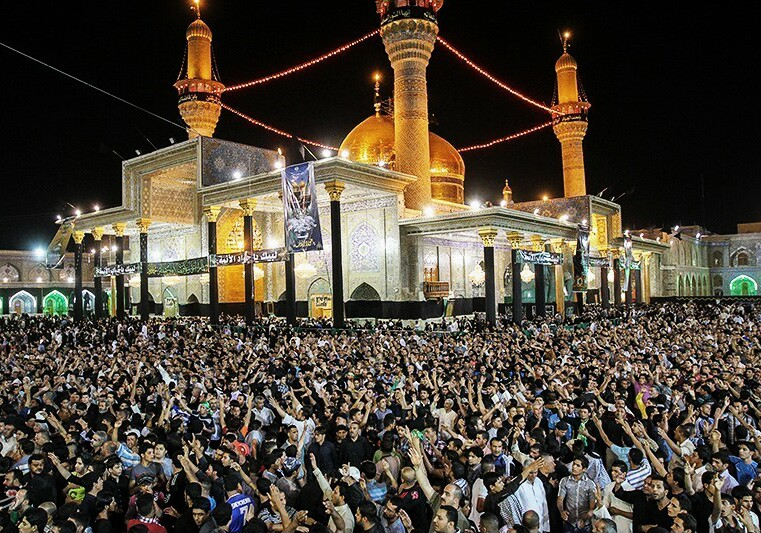